# Colpognathus helvus
Colpognathus helvus är en stekelart som först beskrevs av Cresson 1867.  Colpognathus helvus ingår i släktet Colpognathus och familjen brokparasitsteklar. Inga underarter finns listade i Catalogue of Life.